# تحويل مسافي
التحويل المسافي (بالإنجليزية: distance transform)‏ كما يعرف أيضاً باسم الحقل المسافي (بالإنجليزية: distance field)‏ هو عبارة عن تمثيل للصورة الرقمية. حيث يمثل كل بكسل في الصورة بقيمة عددية تمثل بعده عن أقرب جسم مهم في الصورة. من أكثر الأجسام التي تعتبر كأجسام مهمة هي الحدود الفاصلة للأجسام في الصور الثنائية. وعادة ما يتم التمييز بين أنواع التحويل المسافي على حسب نوع المسافة التي تم أخذها بعين الاعتبار وهذه المسافات هي:
- مسافة إقليدية
- مسافة سيارة الأجرة
- مسافة لوح الشطرنج

## تطبيقات
يعتبر التحليل الرقمي للصور، تخطيط الحركة في الروبوتات من أهم التطبيقات للتحويل المسافي.